# 마샹보

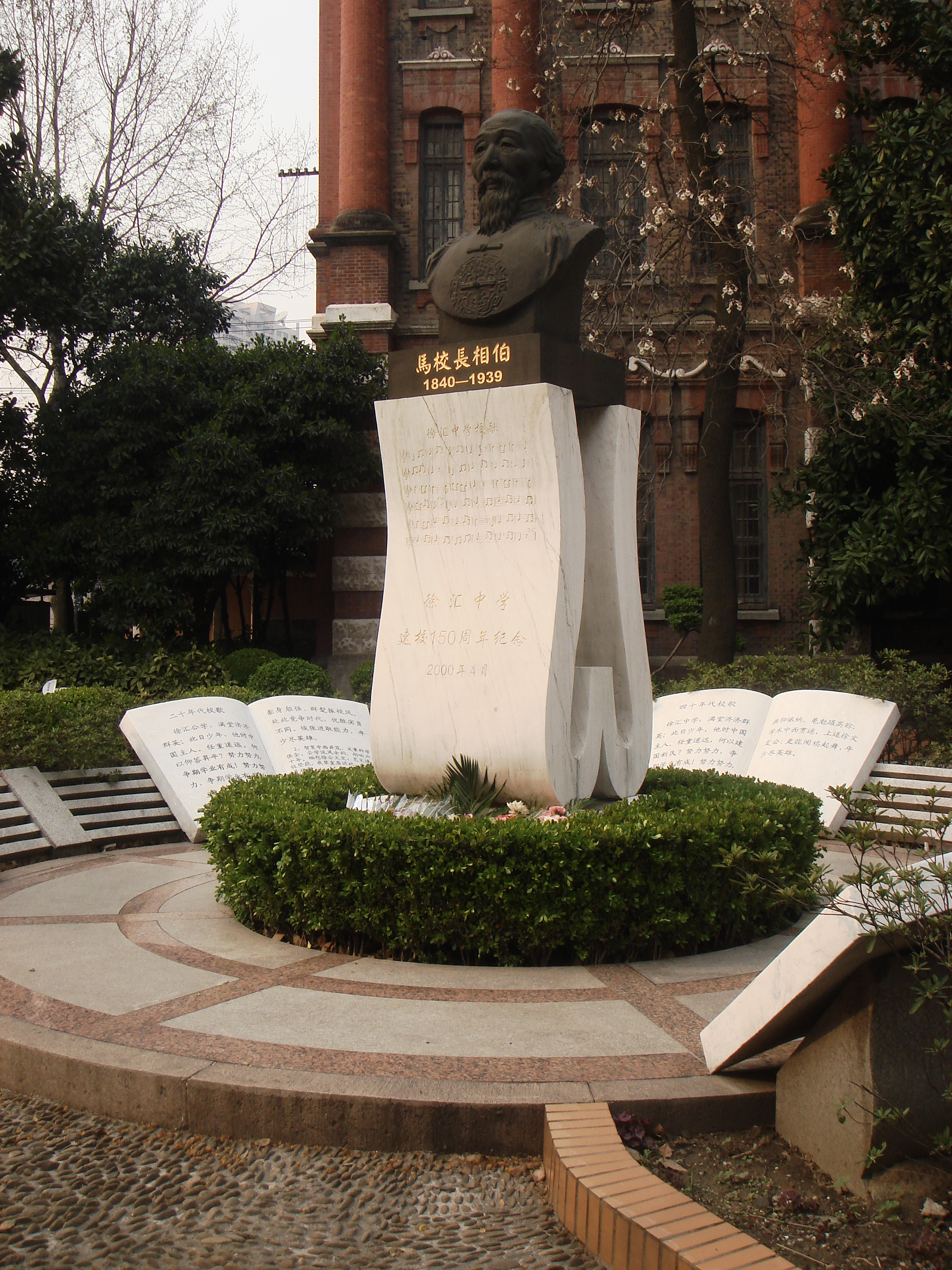
쉬후이 고등학교에 있는 마상백의 동상

마상백(중국어 간체자: 马相伯, 정체자: 馬相伯, 한어 병음: Mǎ Xiàngbó, 웨이드-자일스: Ma3 Hsiang4-po2; 1840년 4월 7일 ~ 1939년 11월 4일)은 중국의 전 예수회 사제이자, 청나라 말기와 중화민국 초기의 학자이자 교육자였다. 그는 오로라 대학, 푸런 대학 및 푸단 대학의 공동 설립자 중 한 명이었다.
마상백의 원래 이름은 젠창(建常)이었으나 량(良)으로 변경되었다. "샹보"는 그의 자였다. 그는 또한 가톨릭 세례명으로 요셉을 사용했다.

## 전기
마상백은 장쑤성 단투에서 저명한 가톨릭 가정에서 태어났다. 11세에 그는 상하이시에 있는 프랑스 예수회 학교인 콜레주 생티냐스 (현 쉬후이 고등학교)에 입학하여 1870년까지 학생으로, 나중에는 교사로 머물렀다. 1870년에 그는 예수회 소속 가톨릭 사제로 서품되었다.
프랑스의 중국 침략으로 인해 마는 1876년 사제직을 떠났고 결국 결혼하여 가정을 이루었다. 1886/87년, 그는 프랑스를 방문했고 결국 그의 삶을 고등 교육에 헌신했다. 마는 다음 고등 교육 기관을 설립했다.
- 오로라 아카데미 (1903년)
- 푸단 공립학교 (1905년)
- 푸런 대학 (1925년), 잉롄즈와 협력

최고 교육 기관을 설립하려는 그의 아이디어는 1928년 그의 절친한 친구이자 교육자인 차이위안페이에 의해 실현되었으며, 그는 중앙연구원을 설립했다.
마상백과 그의 형제인 마건충 또한 중요한 정치적 삶을 살았다. 마건충은 청나라 정부의 저명한 관리였고, 마상백은 1881년부터 1897년까지 일본(도쿄 1881년, 요코하마 1892년), 한국(1882년-1885년?), 유럽(영국과 프랑스 1886년–1887년), 미국 등 아시아의 여러 지역에서 외교관으로 활동했다.

## 더 읽어보기

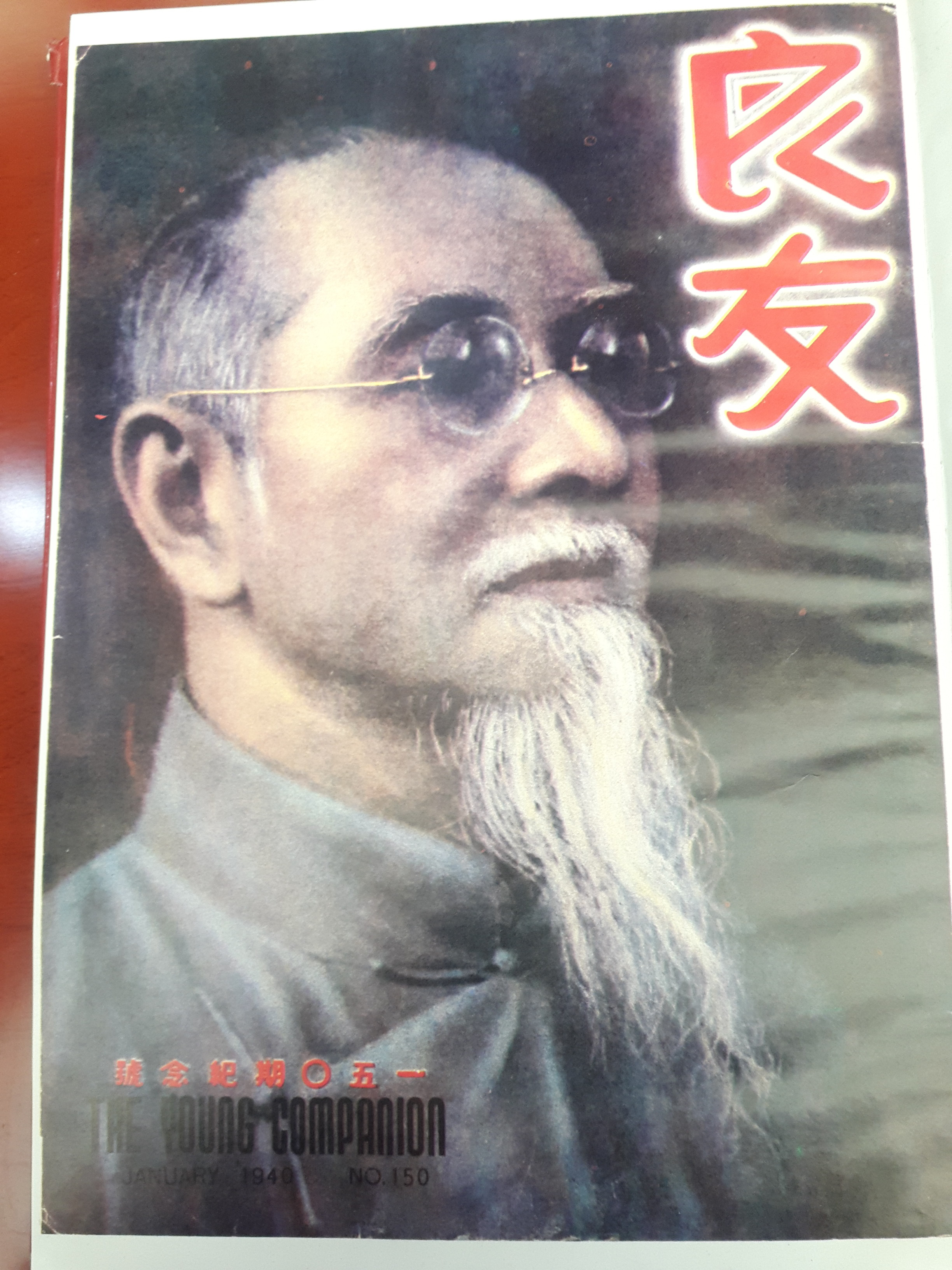
마상백은 1939년 4월 더 영 컴패니언 잡지 150호 표지에 실렸다. 이 잡지는 일반적으로 유명 여성과 전쟁 시기에는 정치인 사진을 실었다.

- Howard L. Boorman, 편집. (1967). 《Biographical Dictionary of Republican China》 2. New York: Columbia University Press. 470–472쪽.
- Ruth Hayhoe; Yongling Lu, 편집. (1996). 《Ma Xiangbo and the Mind of Modern China 1840-1939》. Armonk, NY: M.E. Sharpe. ISBN 978-1-56324-831-3.